# Estació de Nyer

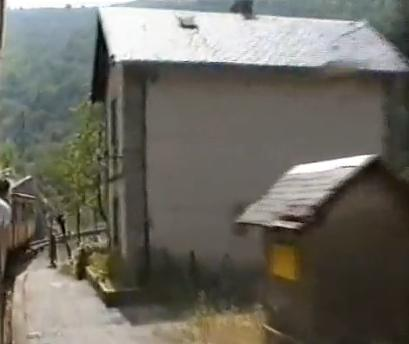

L'Estació de Nyer és una estació de ferrocarril de la línia de tren groc situada en el terme comunal del mateix nom, de la comarca del Conflent, a la Catalunya del Nord. Està situada a l'extrem nord del terme, al costat de ponent de la carretera D - 57 just quan aquesta acaba d'entrar en el terme de Nyer, a prop al sud del Molí del Pont Nou. És en un indret del tot isolat, sense cap veïnatge proper més que l'antiga casa del cap d'estació.
L'estació de Nyers es va posar en servei el 18 de juliol de 1910, amb el primer tram de Vilafranca a Montlluís, per la Companyia de ferrocarril de Midi.
| Procedència/Destinació                  | <                | Línia     | >             | Procedència/Destinació    |
| --------------------------------------- | ---------------- | --------- | ------------- | ------------------------- |
| : Transport express régional            |                  |           |               |                           |
| Vilafranca de Conflent - Vernet - Fullà | Oleta-Canavelles | Tren groc | Banys de Toès | La Tor de Querol - Enveig |